# Internationale Cricket-Saison 1987/88
Die internationale Cricket-Saison 1987/88 fand zwischen Oktober 1987 und April 1988 statt. Als Wintersaison wurden vorwiegend Heimspiele der Mannschaften aus Südasien, der Karibik und Ozeanien ausgetragen.

## Überblick

### Internationale Touren
| Beginn            | Heimteam    | Auswärtsteam | Resultate | Resultate | Artikel |
| Beginn            | Heimteam    | Auswärtsteam | Test      | ODI       | Artikel |
| ----------------- | ----------- | ------------ | --------- | --------- | ------- |
| 18. November 1987 | Pakistan    | England      | 1–0 [3]   | 0–3 [3]   | Artikel |
| 25. November 1987 | Indien      | West Indies  | 1–1 [4]   | 1–6 [7]   | Artikel |
| 4. Dezember 1987  | Australien  | Neuseeland   | 1–0 [3]   |           | Artikel |
| 29. Januar 1988   | Australien  | England      | 0–0 [1]   | 1–0 [1]   | Artikel |
| 12. Februar 1988  | Neuseeland  | England      | 0–0 [3]   | 2–2 [4]   | Artikel |
| 12. Februar 1988  | Australien  | Sri Lanka    | 1–0 [1]   |           | Artikel |
| 12. März 1988     | West Indies | Pakistan     | 1–1 [3]   | 5–0 [5]   | Artikel |

### Internationale Turniere
| Beginn          | Turnier                              | Land                         |
| --------------- | ------------------------------------ | ---------------------------- |
| 8. Oktober 1987 | Cricket World Cup 1987               | Indien, Pakistan             |
| 2. Januar 1988  | Benson & Hedges World Series 1987/88 | Australien                   |
| 25. März 1988   | Sharjah Cup 1987/88                  | Vereinigte Arabische Emirate |

### Internationale Touren (Frauen)
| Beginn          | Heimteam   | Auswärtsteam | Resultate | Artikel |
| Beginn          | Heimteam   | Auswärtsteam | WODI      | Artikel |
| --------------- | ---------- | ------------ | --------- | ------- |
| 19. Januar 1988 | Neuseeland | Australien   | 0–3 [3]   | Artikel |

## Nationale Meisterschaften
Aufgeführt sind die nationalen Meisterschaften der Full Member des ICC.
| Land                         | First-Class                 | List A                                    |
| ---------------------------- | --------------------------- | ----------------------------------------- |
| Australien                   | Sheffield Shield 1987/88    | McDonald’s Cup 1987/88                    |
| Indien                       | Ranji Trophy 1987/88        |                                           |
| Duleep Trophy 1987/88        | Deodhar Trophy 1987/88      |                                           |
| Irani Cup 1987/88            |                             |                                           |
| Neuseeland                   | Shell Trophy 1987/88        | Shell Cup 1987/88                         |
| Pakistan                     | Quaid-e-Azam Trophy 1987/88 | Wills Cup 1987/88                         |
| BCCP Patron’s Trophy 1987/88 |                             |                                           |
| Südafrika                    | Castle Cup 1987/88          | Benson and Hedges Series 1987/88          |
| UCB Bowl 1987/88             |                             |                                           |
| Howa Bowl 1987/88            |                             |                                           |
| West Indies                  | Shell Shield 1987/88        | Geddes Grant/Harrison Line Trophy 1987/88 |